# Manuel Damasceno da Costa
Manuel Damasceno da Costa (Covilhã, 2 de Fevereiro de 1867 — Angra do Heroísmo, 27 de Janeiro de 1922), foi o 33.º bispo de Angra, tendo governado a diocese entre 1915 e 1922. Foi o primeiro prelado angrense nomeado após a implantação da República, tendo desempenhado um importante papel de pacificação face às tensões anticlericais existentes e de procura de soluções que permitissem a sobrevivência do Seminário Episcopal de Angra, então sem instalações próprias por ter sido expulso do edifício do antigo convento de São Francisco de Angra.

## Biografia
D. Manuel Damasceno da Costa nasceu na Covilhã a 2 de Fevereiro de 1867, filho de António da Costa Rato e de sua mulher Maria do Carmo Damasceno.
Fez os seus estudos primários e secundários no Colégio de São Fiel, de onde transitou para o Seminário da Guarda. Completados aí os estudos preparatórios, ingressou no curso teológico da Universidade de Coimbra, onde um seu tio, Manuel de Jesus Lino, era lente de Teologia.
A 20 de Novembro de 1890 recebeu na sé catedral da Guarda as ordens presbiterais, tendo concluído a formatura universitária no ano imediato.
A partir de 1891 passou a leccionar Filosofia e História Eclesiástica na Guarda, desenvolvendo simultaneamente actividades pastorais como assistente religioso do Apostolado da Oração e das Conferências de São Vicente de Paulo daquela diocese.
Transitando para a diocese de Viseu, foi nomeado secretário do bispo e pouco depois cónego daquela Sé e director espiritual do Colégio do Sagrado Coração de Maria e do círculo diocesano do operariado católico.
Quando se preparava para emigrar para o Brasil, face à extinção do Colégio, foi nomeado pelo papa Bento XV, por carta de 2 de Outubro de 1914, para bispo de Angra.
Por procuração que fez ao deão, a quem nomeou governador do bispado, tomou posse da Diocese a 15 de Março de 1915, sendo sagrado bispo a 11 de Abril daquele ano. A cerimónia de sagração decorreu na Sé de Viseu, sendo sagrante o bispo daquela diocese D. José Alves Ferreira. Foram consagrantes o antigo bispo de Angra, D. Francisco José Ribeiro Vieira e Brito, e o bispo de Portalegre D. António Moutinho.
Em resultado do clima de tensão existente entre a recém-implantada República portuguesa e a Santa Sé, que dificultava as nomeações episcopais, Angra estava sem bispo desde 1910. Nos 5 anos transcorridos tinha-se gerado entre os católicos locais um sentimento de orfandade pelo que o anúncio da chegada de um novo bispo foi saudado com júbilo, tendo-se formado uma comissão para organizar os festejos que haviam de marcar a entrada do novo bispo na diocese.
No dia aprazado desembarcou o bispo, mas em trajes seculares, coisa que Angra nunca antes tinha visto em qualquer dos seus prelados: sobrecasaca e chapéu de seda. Assim vestido, dirigiu-se à igreja da Misericórdia, rente ao cais, onde se paramentou e revestido da autoridade de bispo foi conduzido, debaixo de pálio, em interminável cortejo para a catedral dos Açores, que o recebeu com pompa e solenidade, repiques, música, girândolas e, sobretudo, por uma população apinhada que o ovacionava.
De temperamento sociável, logo criou amizades em Angra, onde conviveu com algumas famílias, gostando de visitar e ser visitado. Uma das suas primeiras preocupações foi realizar visita pastoral, pelo que logo nesse verão percorreu a Graciosa, Faial, Pico e São Jorge, consecutivamente e sem deixar atrás qualquer freguesia.
Um outro aspecto do seu governo foi a imposição de uma contribuição a favor do Seminário, a ser paga pelo clero açoriano ausente, principalmente nos Estados Unidos e Brasil.
Preparou e submeteu à apreciação do Cabido uma lista, que foi aprovada, para nomeação de examinadores pró-sinodais e párocos consultores e preocupou-se com as conferências eclesiásticas, que actualizou, e com a Congregação da Doutrina Cristã, subordinando esta última a uma Comissão Central Diocesana. No campo pastoral, empenhou-se pelos doentes e enfermos, recomendando ao clero a sua assistência espiritual e regulou a pregação e exames de confessor.
A 6 de Outubro de 1915 elevou o curato de Santo António do Norte Grande, nas Velas da ilha de São Jorge, à categoria de paróquia, fazendo o mesmo a 13 de Janeiro de 1916 a Santa Cruz das Ribeiras, na ilha do Pico.
Em 1917 publicou uma pastoral sobre a família e o alcoolismo, manifestando sensibilidade para as questões sociais. Não escondia a sua afeição ao governo de Sidónio Pais, tendo lançado uma importante pastoral sobre o dever dos católicos votarem, não cometendo o erro da abstenção comodista e, ainda menos, o de votarem em inimigos declarados das justas pretensões da ordem e da liberdade religiosas.
Em resultado das legislação anticlerical que se seguiu à implantação da República, o Seminário Episcopal de Angra fora obrigado a sair das instalações do antigo Convento de São Francisco de Angra, que até então partilhara com o Liceu. Tal causava graves dificuldades à formação do clero, pelo que D. Manuel Damasceno desenvolveu diversas iniciativas com vista à construção de novo Seminário. Adquiriu para tal o antigo solar dos condes da Praia (em Santa Luzia de Angra, onde hoje está instalado o observatório meteorológico) e preparou o projecto de adaptação.
D. Manuel Damasceno sagrou, a 20 de Novembro de 1921, na Matriz de São Salvador da Horta, D. José da Costa Nunes como bispo de Macau. O bispo D. José da Costa Nunes haveria de atingir honras cardinalícias e ser Patriarca das Índias Orientais.
Por esta altura foi ferido por um tiro de revólver numa perna, quando interveio para evitar o suicídio de um cozinheiro que trabalhava no Paço Episcopal, tendo o caso sido muito comentado, o que se diz ter contribuído para a sua morte.
Faleceu de morte súbita, atribuída a uma síncope cardíaca, em Angra do Heroísmo, a 27 de Janeiro de 1922, e jaz sepultado no Cemitério de Nossa Senhora do Livramento, na freguesia de São Bento, onde um mausoléu perpetua a sua memória.
O solar dos condes da Praia acabaria por ser demolido, sendo a sua pedra utilizada para a construção do actual edifício do Seminário na Rua do Marquês, na parte central da cidade de Angra do Heroísmo.